# Anastasia Phillips
Anastasia Philips (Toronto, 8 settembre 1972) è un'attrice e doppiatrice canadese.

## Biografia
È nata e cresciuta in Canada e si è laureata all'Università delle belle Arti della British Columbia. Nel 2005, dopo vari provini, ha debuttato in un cortometraggio, di nome Fumi and the Band Luck Foot. Nel 2008 è protagonista della pellicola cinematografica Nonsense Revolution e acquista popolarità. In seguito intraprende l'attività di doppiatrice e presta la voce a Lauren Ridgemount nella serie animata Stoked - Surfisti per caso. Anni dopo, recita in un episodio della serie TV I misteri di Murdoch e, grazie alla sua interpretazione, vince il Gemini Awards (gli ”Oscar televisivi canadesi”) alla miglior guest star.

## Filmografia

### Attrice

#### Cinema
- Nonsense Revolution, regia di Ann Verrall (2009)
- La casa delle bambole - Ghostland (Ghostland), regia di Pascal Laugier (2018)
- Tammy's Always Dyng, regia di Amy Jo Johnson (2019)

#### Televisione
- I misteri di Murdoch (Murdoch Mysteries) - serie TV, episodi 3x05-8x13 (2010-2015)
- Skins – serie TV, 4 episodi (2011)
- Bomb Girls – serie TV, 18 episodi (2012-2014)
- The Mentalist – serie TV, episodio 7x11 (2015)
- Reign – serie TV, 7 episodi (2017)
- Grey's Anatomy – serie TV, episodio 13x22 (2017)
- Frankie Drake Mysteries – serie TV, episodio 2x08 (2018)
- Hudson & Rex – serie TV, episodio 1x05 (2019)
- Killjoys – serie TV, 3 episodi (2019)

### Doppiatrice
- Fumi and the Bad Luck, regia di David Chai (2005) - cortometraggio
- Stoked - Surfisti per caso – serie TV, 52 episodi (2009-2013)

## Doppiatrici italiane
Nelle versioni in italiano delle opere in cui ha recitato, Rachel Miner è stata doppiata da:
- Katia Sorrentino in Skins[2]
- Eva Padoan in The Mentalist[3]
- Valentina Perrella in Grey's Anatomy[4]
- Benedetta Degli Innocenti ne La casa delle bambole - Ghostland[5]
- Chiara Gioncardi in Hudson & Rex